# Duriatitan humerocristatus
Il duriatitan (Duriatitan humerocristatus) è un dinosauro erbivoro appartenente ai sauropodi. Visse nel Giurassico superiore (Kimmeridgiano, circa 155 milioni di anni fa) e i suoi resti fossili sono stati ritrovati nel Dorset (Inghilterra).

## Descrizione
Tutto quello che si conosce di questo dinosauro è un omero sinistro parziale dalla forma caratteristica, con una prominente cresta deltopettorale. Di Duriatitan, quindi, non è possibile ottenere una ricostruzione dettagliata, ma si può ipotizzare, dal confronto con altri animali simili, che questo dinosauro fosse un sauropode con collo e coda lunghi e arti anteriori più lunghi di quelli posteriori. Le dimensioni dovevano aggirarsi intorno ai 18-20 metri di lunghezza. 

## Classificazione
L'omero fossile fu descritto per la prima volta nel 1874 da parte di John Hulke, che lo attribuì a una nuova specie di Cetiosaurus (C. humerocristatus). Solo molti anni dopo (Upchurch e Martin, 2003) si riscontrarono le affinità di questa forma con i brachiosauridi, grandi sauropodi i cui rappresentanti più noti furono Brachiosaurus e Giraffatitan; nel 2010 Barrett, Benson e Upchurch descrissero il nuovo genere Duriatitan per questa forma.